# Akacja srebrzysta
Akacja srebrzysta, srebrne witki, mimoza (Acacia dealbata Link ) – gatunek rośliny z rodziny bobowatych i podrodziny brezylkowych (dawniej w mimozowych). Pochodzi z Australii, jest uprawiany w Nowej Zelandii, Ameryce Północnej i Europie, rozprzestrzenił się także w Afryce, na Azorach i Madagaskarze.

## Morfologia

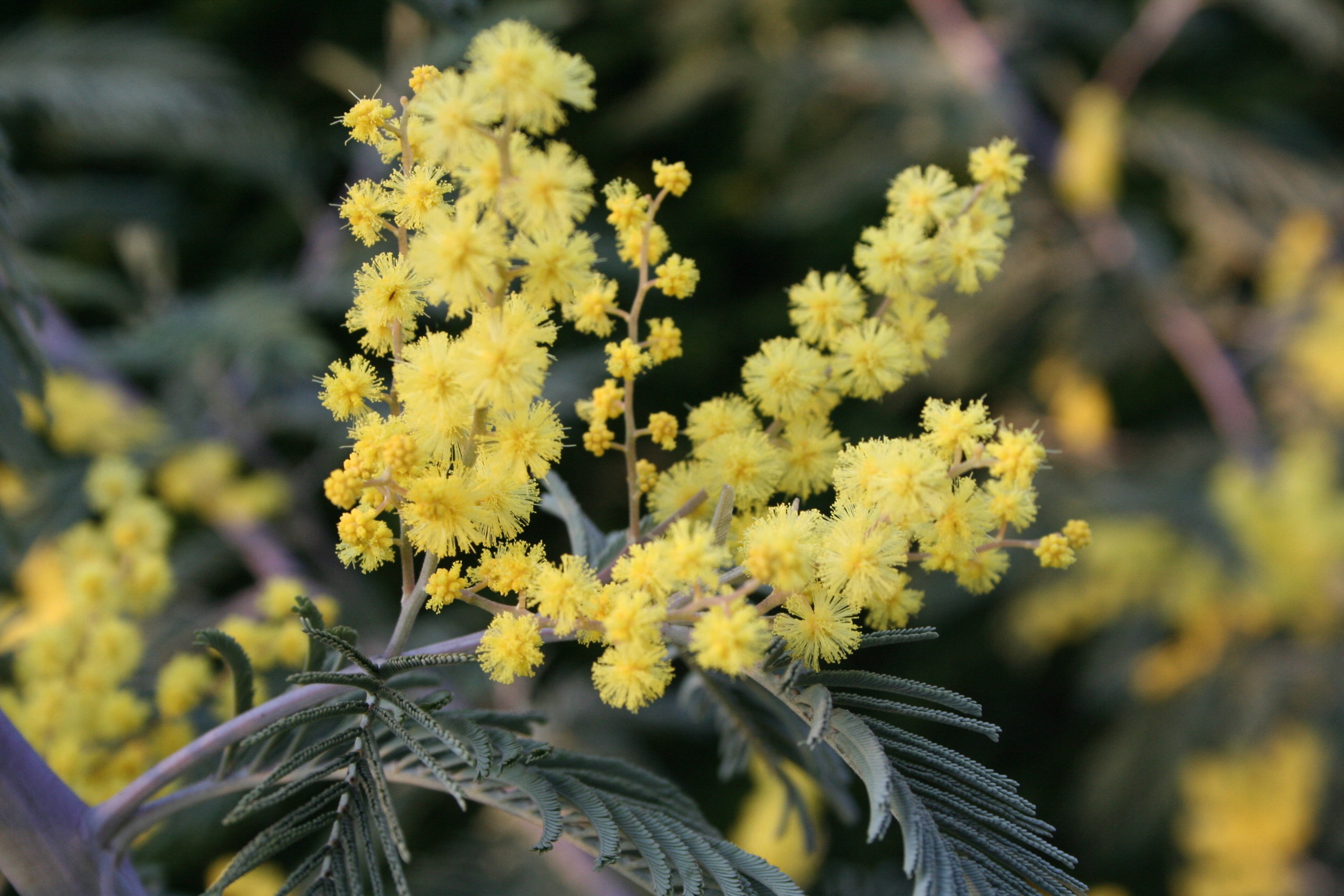
Kwiaty

PokrójDrzewo wysokości do 25 metrów. Korona szeroka, stożkowata, najczęściej wyglądająca nieregularnie. U starszych okazów podzielona na poszczególne korony częściowe. Gałęzie długie i wiotkie.
PieńKora u młodych drzew jasna, niebieskawo-zielona i dość gładka, z wiekiem coraz bardziej szara z głębokimi, podłużnymi rysami i bruzdami.
LiścieDuże, długości 10–15 cm i szerokości około 5 cm, skrętoległe, podwójnie lub potrójniepierzaste. Po każdej stronie osi liścia znajduje się 10-12 listków pierwszego rzędu, z których każdy ma mniej więcej po 20–30 małych listeczków. Listeczki o długości około 3 mm są równowąskie, krótko zaostrzone, obustronnie, delikatnie, srebrzysto owłosione.
KwiatDrobny, żółty, zebrany w nieduże główki, w szczytowej części kwiatostanu kwiat złożony. Liczne pręciki i jeden słupek. Stoją na końcach pędów lub w pachwinach liści. Kwiatostan groniasty lub wiechowaty. Pachnące. Na półkuli południowej otwierają się latem, zaś na północ od równika wczesną wiosną.
OwocBrązowe, płaskie strąki zebrane w grupach. Osiągają 7,5 cm długości.

## Biologia i ekologia
Akacja srebrzysta nie wytwarza delikatnie pierzasto podzielnych liści, tylko przekształca ogonki i osie liściowe w szerokie liście pozorne. Pierwotnie gatunek występował w południowo-wschodniej Australii oraz na Tasmanii, często sadzony w obszarze śródziemnomorskim. W Europie Środkowej tylko w szklarniach ogrodów botanicznych.

## Zastosowanie
Roślina uprawiana głównie ze względu na kwiat cięty. Oferowana pod niepoprawną nazwą mimozy. We Włoszech kwiaty z tego drzewa są podarunkiem na Dzień Kobiet, popularne w dekoracjach festynów i pochodach karnawałowych. Sadzona również jako drzewo ozdobne w parkach lub przy promenadach. Olejek eteryczny pozyskiwany z liści i zwany "mimozą", stosowany jest w przemyśle perfumeryjnym.

## Podgatunki
- Acacia dealbata subsp. dealbata
- Acacia dealbata subsp. subalpina Tindale & Kodela.

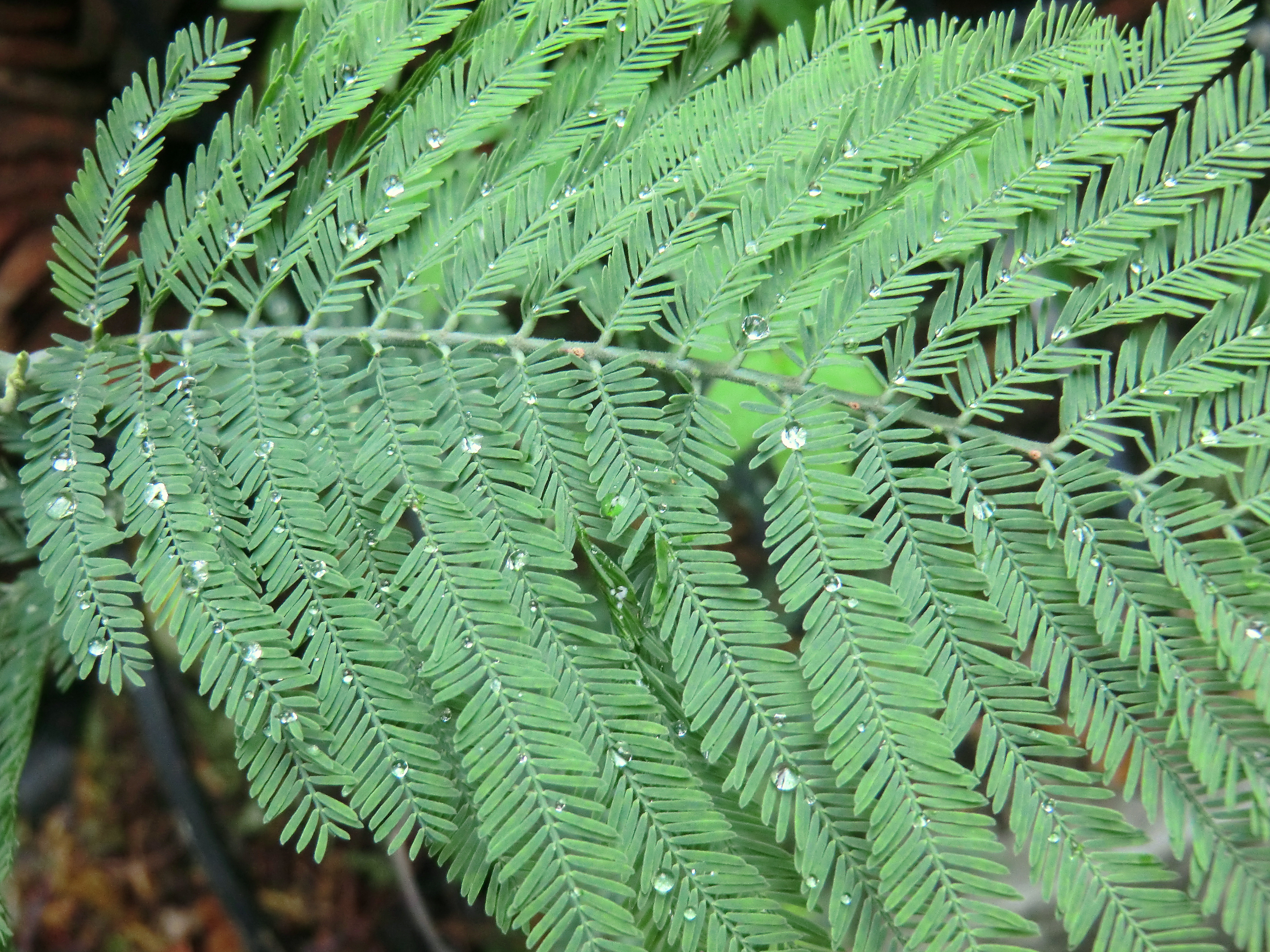
Liście